# Kommende Burschen
Die Kommende Burschen war eine Niederlassung des Johanniterordens in Burschen im damaligen Sternbergischen Kreis (heute Boryszyn, Gmina Lubrza in Polen). Sie gehörte zur Ballei Brandenburg des Johanniterordens und wurde 1767 formal von der Kommende Lagow abgespalten, aber erst 1790 wurden eigene Kommendatoren eingeführt. Nach der Aufhebung des Johanniterordens 1811 wurde die Kommende in ein königlich-preußisches Rentamt, das Amt Burschen umgewandelt. Das Amt Burschen wurde bereits 1816(?) mit dem Amt Lagow zusammengelegt und de facto aufgelöst. Der Name blieb jedoch als Zusatz in der Bezeichnung (Rent-)Amt Lagow und Burschen z. T. bis 1848 erhalten.

## Geschichte
Die Kommende Burschen des Johanniterordens der Ballei Brandenburg wurde 1767 durch Abspaltung von der Kommende Lagow gebildet. Die Abspaltung sollte jedoch erst nach dem Tod des damaligen Kommendator für Lagow wirksam werden. Oberstleutnant Friedrich Wilhelm von Pannewitz, ab 1760 Kommendator für Lagow (und ab 1767 damit auch für Burschen), starb am 13. Januar 1790, so dass erst ab 1790 Kommendatoren für Lagow und Burschen eingesetzt wurden.
Die Kommende Burschen umfasste die Dörfer
- Burschen (Boryszyn), gm. Lubrza
- Langenpfuhl (Wielowieś), gm. Sulęcin
- Seeren (Żarzyn), gm. Sulęcin und
- Tempel (Templewo), gm. Bledzew

Sie hatte somit den Umfang der früheren Kommende Großdorf des Templerordens. Großdorf war zu Ende des Mittelalter/Frühe Neuzeit wüst gefallen. Die Kommende Burschen erbrachte dem Kommendator eine jährliche Einnahme von 1.000 Talern.

### Kommendatoren
- 1790–96 Friedrich August Graf von der Schulenburg, Königlich-Preußischer Kammerherr,[1] eingeführt zu Burschen 6. September 1790,[2] er erhielt 1796 die Kommende Lagow († 9. April 1797)
- 1796–97 Balthasar Adolph von Beerfelde, Obrist der Kavallerie, 1772 Ritter des Johanniterordens[1][2] († 1797)
- 1797–1806 Alexander Christoph von Münchow (* 19. Oktober 1726, † 1806) Königlich-Preußischer Obrist, eingeführt 21. September 1797.[1][3] Er war der Sohn des Kommendators von Lietzen Christian Ernst von Münchow (Kommendator: 1736–49).
- 1806–1811 Christian Wilhelm Ludwig Graf von Wartensleben,[1] † 18. Januar 1812[4]

## Das Amt Burschen
Nach der Auflösung des Johanniterordens 1810/11 in Brandenburg wurde die Kommende in ein landesherrliches Domänenamt umgewandelt. Der bisherige Inhaber der Kommende Graf von Wartensleben wurde mit 3.400 Talern abgefunden. Das Amt Burschen hat aber wohl nur sehr kurze Zeit als selbständiges Amt existiert. Bereits 1818 war es mit dem Amt Lagow zusammengelegt; beide Ämter wurden durch denselben Amtmann verwaltet. Beck et al. vermuten, dass es bereits 1816 mit Lagow zusammengelegt wurde. In der Topographisch-statistische(n) Uebersicht des Regierungsbezirks Frankfurth a. d. O. von 1820 (Stand 1818) wird nur noch das Rentamt Lagow aufgeführt, während die Handbücher über den königlich preußischen Hof und Staat das vereinigte Amt Lagow und Burschen nennen. Erst ab 1848 verschwindet der Zusatz und Burschen zum Rentamt Lagow.

### Amtleute
- 1818 Burschen und Lagow, Kunze, Oberamtmann[6]
- 1824 Burschen und Lagow, Kunze, Oberamtmann[8]
- 1832 Rentamt Lagow und Burschen[9]
- 1836 Rentamt Lagow und Burschen, Kunze, Oberamtmann[10]
- 1839 Rentamt Lagow und Burschen, Stürmer zu Lagow[11]
- ab 1839 Bogisch[12]
- 1841 Lagow und Burschen, Bogisch zu Lagow[13]
- 1845 Lagow und Burschen, Bogisch zu Lagow[14]
- 1846 Lagow und Burschen (vacat)[15]
- 1848 nur noch Lagow[16]

## Belege